# 下蒲刈町営バス

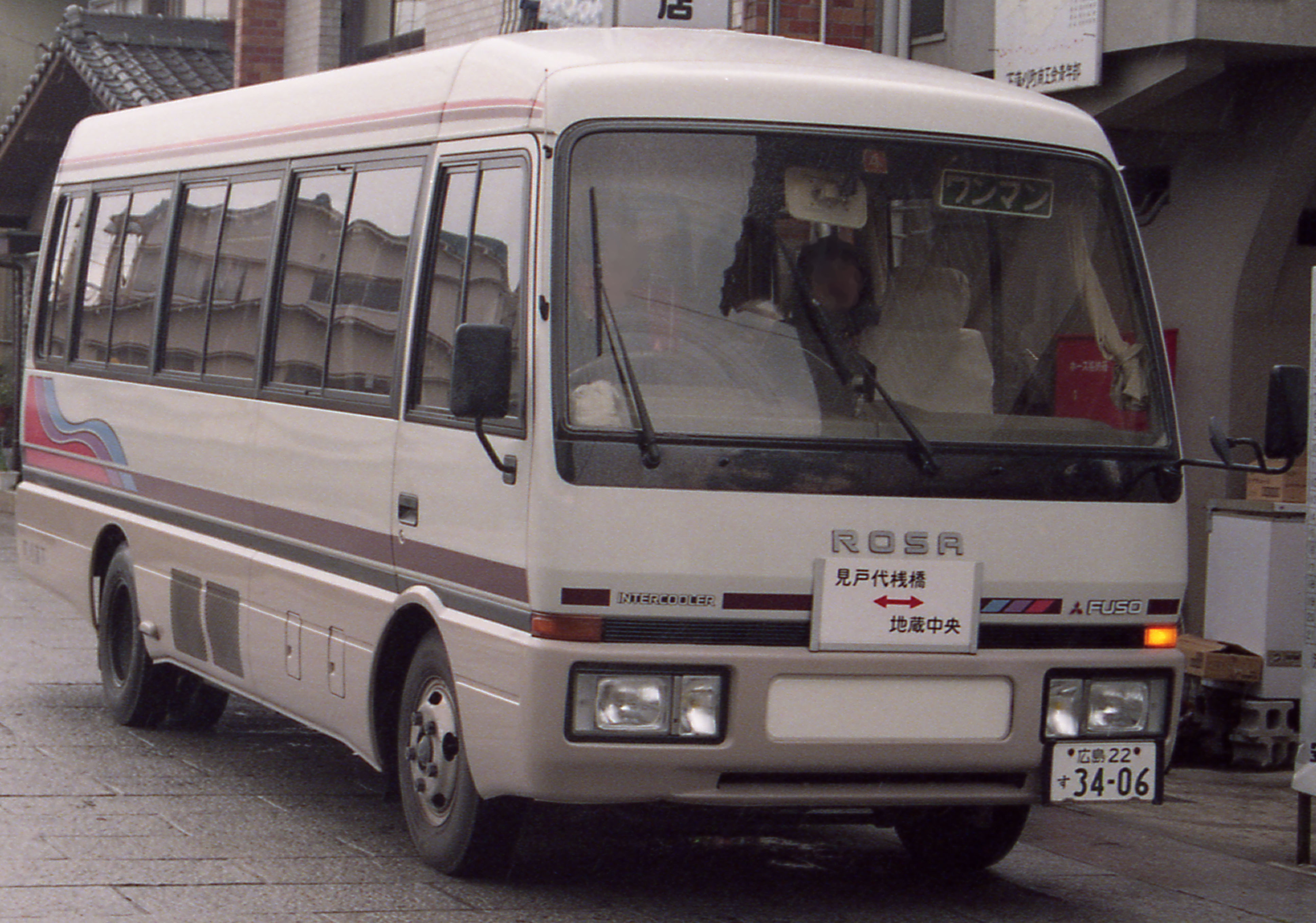
町営バスの車両（1998年当時）

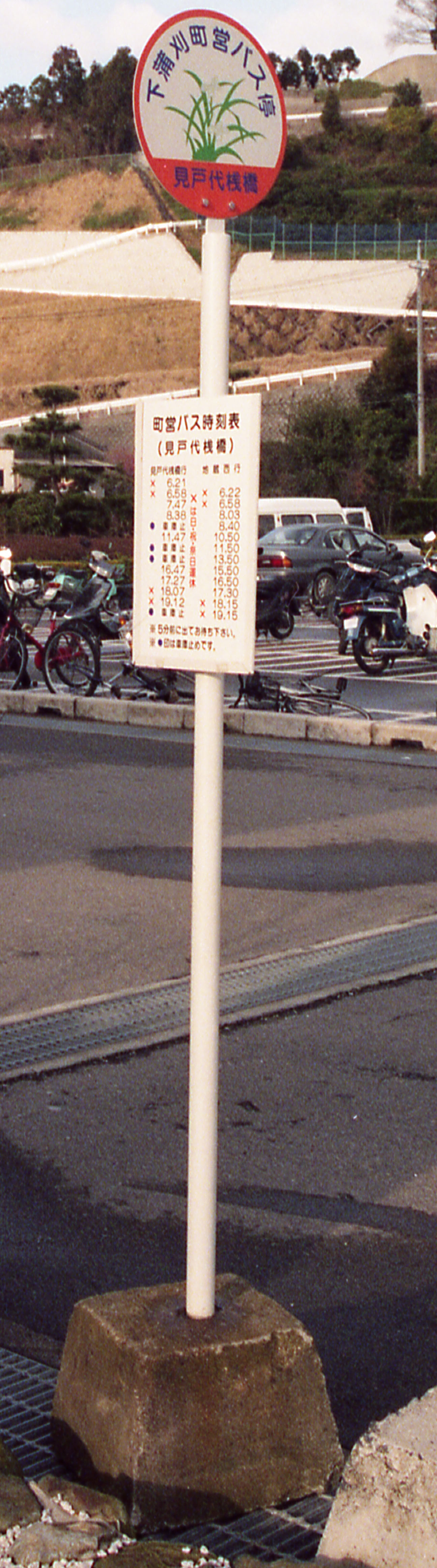
町営バスのバス停（1998年当時）

下蒲刈町営バス（しもかまがりちょうえいバス）は、広島県安芸郡下蒲刈町がかつて運行していた自治体バスである。運行形態は、道路運送法80条（当時）の規定に基づく自家用自動車（白ナンバー車）による自家用有償旅客運送（旧80条バス）であった。
下蒲刈町が呉市へ編入合併された後、町営バスは呉市のコミュニティバス「呉市生活バス」へ再編され、運行形態も旧80条バスから民間事業者への委託へと変更された。現在は「呉市下蒲刈地区生活バス」として、ひまわり交通が受託運行している。

## 沿革
- 1973年6月20日 - 下蒲刈町営バスを大地蔵 - 見戸代桟橋間に運行開始[1]。町内の交通弱者の交通手段確保のため運行開始した[1]。

## 路線
以下の1路線があった。　
- 見戸代桟橋 - 大地蔵西

## 車両
- マイクロバス2台を使用して運行し[2]、うち1台は三菱ふそう・ローザであった。